# Debemur morti nos nostraque
 Debemur morti nos nostraque лат. (изговор: дебемур морти нос ностракве). Смрти дугујемо себе и (све) своје. (Хорације)

## Поријекло изрека
Изрекао Римски лирски пјесник Хорација у посљедњем вијеку старе ере.“

## Тумачење
Смрт је једина којој сви дугујемо. Она никоме!